# 巴列德瓦尔德拉古纳
巴列德瓦尔德拉古纳，是西班牙卡斯蒂利亚-莱昂布尔戈斯省的一个市镇。总面积93平方公里，总人口217人（2001年），人口密度2人/平方公里。